# Ceasnîkivka, Bahmaci
Ceasnîkivka (în ucraineană Часниківка) este un sat în comuna Horodîșce din raionul Bahmaci, regiunea Cernihiv, Ucraina.

## Demografie
Componența lingvistică a localității Ceasnîkivka
     Ucraineană (95,2%)
     Rusă (4,55%)
     Alte limbi (0,25%)
Conform recensământului din 2001, majoritatea populației localității Ceasnîkivka era vorbitoare de ucraineană (95,2%), existând în minoritate și vorbitori de rusă (4,55%).